# Bandyci
Bandyci (ang. American Outlaws) – film fabularny produkcji amerykańskiej z 2001 roku.
W rolę legendarnego Jessego Jamesa wcielił się Colin Farrell.

## Fabuła
Koniec wojny secesyjnej w Stanach Zjednoczonych Ameryki. Walczący po stronie konfederatów Jesse James (Colin Farrell) wraz z bratem Frankiem Jamesem (Gabriel Macht) wracają do rodzinnego miasteczka Liberty, w stanie Missouri, gdzie planują zająć się uprawą roli. Niestety, okazuje się, że potentat kolejowy Thaddeus Rains (Harris Yulin) próbuje skupować ziemię od farmerów, a opornych zmusza do tego siłą. Rozkazuje spalić w tym celu kilka gospodarstw, w tym dom braci Jamesów. Ci zwołują dawnych towarzyszy broni i tworzą gang. Obrabowują należące do kolei banki i pociągi, chcąc się zemścić na Rainsie. Dzieląc się łupem z sąsiadami, zyskują sobie przychylność pokrzywdzonych mieszkańców okolicy.

## Obsada
- Colin Farrell – Jesse James
- Scott Caan – Cole Younger
- Ali Larter – Zerelda „Zee” Mimms
- Gabriel Macht – Frank James
- Gregory Smith – Jim Younger
- Kathy Bates – Ma James
- Harris Yulin – Thaddeus Rains
- Timothy Dalton – Allan Pinkerton
- Will McCormack – Bob Younger
- Ronny Cox – dr Mimms
- Terry O’Quinn – Rollin H. Parker
- Muse Watson – detektyw Burly